# El sabor de la venganza
El sabor de la venganza (comercialitzat al mercat anglosaxó com Three Ruthless Ones, Gunfight at High Noon o Sons of Vengeance ) és una pel·lícula de coproducció hispano-italiana estrenada el 4 de maig de 1964 del gènere spaghetti western dirigida per Joaquín Romero Marchent, produïda per Alberto Grimaldi, amb banda sonora de Riz Ortolani, i protagonitzada per Richard Harrison, Raf Baldassare i Gloria Milland.
Va ser rodada a Almeria. Va tenir èxit de taquilla, la qual cosa esperonà a la PEA a produir Per un grapat de dòlars.

## Argument
Oest Americà, 1875. Louise viu amb el seu marit i els seus tres fills Brad, Chet i Jeff en una cabana vora la frontera EUA-Mèxic. Un dia en què està sola amb els nens hi arriben quatre malfactors fugint de la justícia, que intenten robar uns cavalls i forçar-la. En aquell moment arriba el seu marit Chris Walker i es produeix un tiroteig en el que és assassinat Chris i moren dos dels assaltants, mentre que els altres aconsegueixen fugir. Des d'aleshores només pensa en venjar-se, i per això fomenta l'odi i la set de venjança en els seus fills.

## Repartiment
- Richard Harrison - Jeff Walker
- Fernando Sancho - Pedro Ramirez
- Gloria Milland - Louise Walker
- Robert Hundar - Chet Walker
- Miguel Palenzuela - Brad Walker
- Gloria Osuna - Susannah Westfall
- Luis Induni - Westfall
- Carlos Romero Marchent - Charlie[10]
- José Manuel Martín - Richard
- José Truchado - Palmer
- Francisco Sanz - Jutge Klem
- Alfonso Rojas - Grayson
- Aldo Sambrell - Palmer Henchman
- Emilio Rodríguez - Comissari Merrill
- Indio González - Palmer Henchman
- Rufino Inglés - Membre del jurat
- Joaquín Burgos - Membre del jurat
- Dina Loy - May
- Magda Maldonado - Esposa de granger
- José Riesgo - Clark Walker
- Rafael Vaquero – Granger
- Miguel Merino - Germà de Clark
- Ricardo Rodríguez - Palmer Henchman
- Ricardo G. Lilló - Hotel Clerk
- Marcelo Gonzalez
- Joaquín Bergía - Barman
- Pablito Alonso - Brad de nen
- Enrique Hernández - Chet de nen
- Luis Miguel Arranz - Jeff de nen
- Red Cameron
- Freddie Toehl - Rock
- Agustín Bescos - Ciudadano
- Pedro Fenollar - Ciudadano
- Antonio Orengo
- Rafael Romero Marchent - Home que es renta els peus

## Premis
Als Premis del Sindicat Nacional de l'Espectacle de 1963 li fou atorgat el 3r premi amb 125.000 pessetes.

## Crítiques
La pel·lícula va ser rebuda tèbiament per la crítica italiana de l'època. Leo Pestelli, de La Stampa, la va jutjar "directa amb un segur entreteniment", però va subratllar el fort component imitatiu dels westerns estatunidencs. L'Unità, per la seva banda, va criticar durament la pel·lícula, queixant-se que els seus fins espectaculars i la seva violència ofeguen els seus motius morals i va jutjar la representació "truculenta i desproveïda de qualsevol drama". La revisió retrospectiva de Paolo Mereghetti, en canvi, és positiva, ja que considera la pel·lícula "un western sòlid amb una estructura clàssica i caracteritzacions no trivials" i afirma que Marchent dosifica els registres amb habilitat.